# پیری‌بیگ قوچلو
پیری‌بیگ قوچلو از امرای قزلباش در عصر شاه تهماسب یکم و شاه اسماعیل دوم بود. وی در اواخر حکومت شاه تهماسب حاکم ری بود. بعد ها در طی جریانات کشتار قزلباش ها خاندان و نوادگان وی به ایل قره پاپاخ که دوستی دیرینه ای با آنها داشتند پناه آوردند. 